# 스베덴보리교회
스베덴보리교회(스웨덴어: Swedenborgianska kyrkan, 영어: Swedenborgianism church)는 스웨덴의 과학자, 루터교 신학자였던 에마누엘 스베덴보리의 신학에서 영향을 받은 개신교 종파 내지 기독교계 신흥종교다. 스베덴보리는 자신이 그리스도로부터 새로운 계시를 받았다고 주장했으며, 신이 그동안의 기독교 교회를 대체하고 예수 그리스도를 신으로 공경하는 새 교회를 세울 것이라고 예언했다. 스베덴보리교 교리에서는 사람들 개개인이 모두 회개(repentance), 개혁(reformation), 부활(regeneration)에 동참해야 한다.

## 같이 보기
- 헨리 제임스 (신학자)